# 尼克斯诉赫登案
尼克斯诉赫登案（英語：Nix v. Hedden，149 U.S. 304 (1893)），是由美国最高法院负责审理，案件的争论点在于，依照1883年3月3日颁布的关税法，番茄应归类为水果还是蔬菜的问题。在关税法中，进口蔬菜需要缴纳关税，而水果却不用。
该案原告为紐約水果商约翰·尼克斯（John Nix）、约翰·W·尼克斯（John W. Nix）、乔治·W·尼克斯（George W. Nix）和弗兰克·W·尼克斯（Frank W. Nix），被告为纽约港海关税收员爱德华·L·赫登（Edward L. Hedden），原告要求被告归还其所强行征收的税款。从植物学角度来看，番茄属于果实（果实和水果在英文中均为fruit）。但是最高法院的大法官却一致倒向被告一方，认为关税法所指“水果”和“蔬菜”是采用其日常含义而不是植物学含义，这样番茄就应划分为蔬菜。

## 案件
庭审中，原告律师引用了《韦氏词典》（Webster's Dictionary）、《伍斯特词典》（Worcester's Dictionary）以及《帝国词典》（Imperial Dictionary）中有关“水果”和“蔬菜”的释义作为证词，随后传唤了两名有30年售卖水果和蔬菜经历的证人，询问他们在听完释义之后，是否能指出这两个词“在商业或贸易领域有不同于上述定义的特殊含义”。
一名证人就词典定义部分作证称：“（词典）并没有给所有东西分类，当然词典已经作出的分类是准确的。但它并没有举出所有种类的水果和蔬菜；它只举出其中的一部分。我认为现在‘水果’和‘蔬菜’在贸易中的意义与其在1883年3月1日时是一样的。我知道在贸易中‘水果’一词仅指含种子的植物或植物的一部分。《韦氏词典》中‘蔬菜’词条举例说蔬菜包括‘卷心菜、花椰菜、蔓菁、土豆、豌豆、大豆和类似的东西’，而有在贸易中所称的很多蔬菜可能都涵盖在词条所说的‘类似的东西’中了。”
另一名证人则作证称：“我不认为‘水果’或是‘蔬菜’两词于1883年3月或之后在美国有任何特殊的贸易或商业用法，这两个词的意义和我听到的词典释义是一致的。”
原被告双方的律师都使用字典作为证据。原告方律师引用了字典中关于番茄的释义，而被告方律师则以《韦氏词典》中豌豆、茄子、黄瓜、西葫芦和甜椒的释义为证。接着，为驳斥被告观点，原告方律师针锋相对地引用了《韦氏词典》和《伍斯特词典》中土豆、蔓菁、防风草、花椰菜、卷心菜、胡萝卜和大豆的释义。

## 法院判决

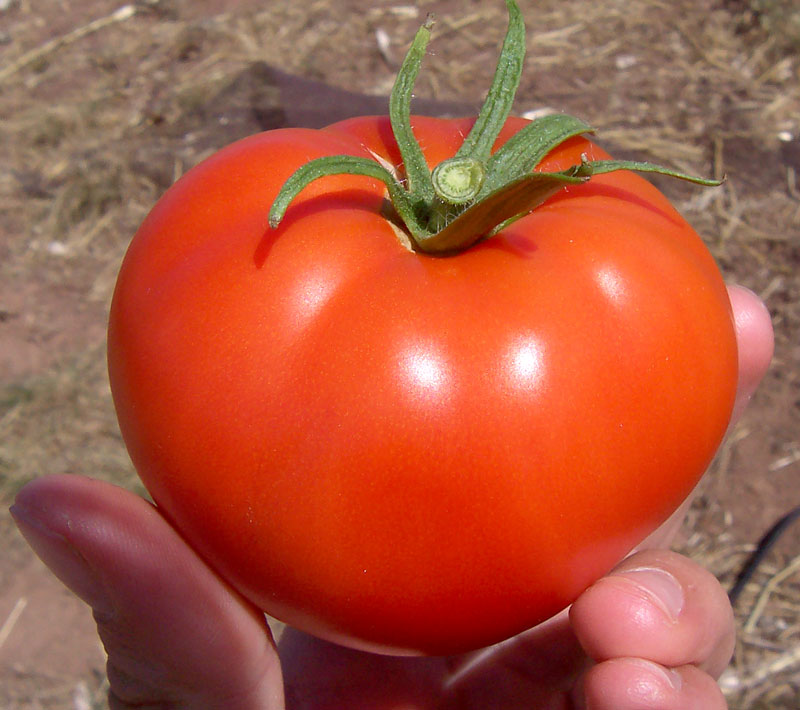
植物学角度而言，番茄是水果。可是人們在日常习惯常把它当作蔬菜，因此美国最高法院判決番茄為蔬菜。

最高法院大法官全体一致支持被告方，他们裁定，根据其烹调方法和流行观点，番茄应視同蔬菜。大法官哈瑞斯·格雷（Horace Gray）起草了判决书，在其中他写道：
“引自字典的文字将‘果实’一词定义为植物的种子，或是植物中包含种子的部分，特指这些植物中多汁、含果肉的产品，其中包含有种子。这些定义并没有倾向于说番茄是‘水果’，也没有将其和日常用语或关税用语中的‘蔬菜’区隔开。”
格雷大法官引述了多个不同的最高法院判例，如布朗诉派珀案（英語：Brown v. Piper，案卷号： 91 U.S. 37 （页面存档备份，存于），42）和琼斯诉美国案（英語：Jones v. U.S.，案卷号：137 U.S. 202, 216），他认为如果词汇在商业或贸易中出现特殊含义时，法院应当采信的是其普通含义。在该案中，词典不应视作证据，而只是帮助法院理解和记忆的工具。格雷承认在植物学中，视番茄为“攀緣植物的果实”，但是由于它并不是当作饭后甜点而是作为主菜食用，因此应当将其视为蔬菜。为了证明其观点，格雷大法官提到了另外一桩认为大豆属于种子的案例，这就是罗宾逊诉所罗门案（英語：Robertson v. Salomon，案卷号：130 U.S. 412, 414）。该案中大法官约瑟夫·P·布拉德利（Joseph P Bradley）也认为，尽管大豆在植物学上视为种子，但在日常生活中却视作蔬菜。就这个话题，格雷又阐明了黄瓜、西葫芦、豌豆和大豆在法理上的分类。

## 后续影响
尼克斯案在后来又三度被最高法院援引，作为法院采信有别于字典解释的日常意义的依据。这三个案件是：1895年的索恩诉麦根案（英語：Sonn v. Maggone，案卷号：159 U.S. 417（1895）），同年的索顿斯托尔诉维布施及希尔格案（英語：Saltonstall v. Wiebusch & Hilger，案卷号：156 U.S. 601（1895）），以及1894年的凯德沃德诉泽案（英語：Cadwalder v. Zeh，案卷号：151 U.S. 171（1894））。后来的JSG贸易集团诉Tray-Wrap集团案（英語：JSG Trading Corp. v. Tray-Wrap, Inc.，案卷号： 917 F.2d 75 （2d Cir. 1990）），尽管与尼克斯案并不相关，但关注的焦点都是番茄。该案的法官在引用此案时这样写道：
“在日常生活中番茄属于蔬菜，这已经在多年前由高等法院判定，可以参见尼克斯诉赫登案。而从植物学角度而言，它却是属于果实，这可以参考1981年版的《美国百科全书》（26 Encyclopedia Americana 832 (Int'l. ed. 1981)）。但无论属于何类，人们享用番茄的美味多个世纪，就连狄更斯的小说里，匹克威克先生都蘸着番茄酱汁吃猪排。”
2005年，新泽西州议会中支持番茄成为该州象征蔬菜的议员就引用了尼克斯案作为论据。

## 類似案例
- 胡萝卜、南瓜和番薯：在一條關於果醬的歐洲聯盟指令中定義為水果，以方便果酱分类[4]
- 奇迹玩具公司诉美国案（英语：Toy Biz v. United States） - 判決超級英雄不是人類，所以其相关产品在法律上是玩具，而非人偶，因而讓關稅減半

## 脚注
1. ↑  149 U.S. at 305.
2. ↑  . 中国社科报. 2009-03-16. （原始内容存档于2016年3月4日）.
3. ↑  State of New Jersey, 212th Legislature, No. A1210
4. ↑  .   [2022-08-04]. （原始内容存档于2022-10-07）.